# 鄧文瑩
鄧文瑩（越南语：／；1886年—1953年），越南阮朝官員。

## 生平
鄧文瑩是乂安省演州府東城縣高舍總儒林社（今屬乂安省演州縣演壽社儒林村）人，同慶元年（1886年）出生，父親是庭元鄧文端，母親是大學士高春育之女高氏璧，弟弟鄧文珦和他是同科副榜。
維新六年（1912年），鄧文瑩參加承天場鄉試，考中舉人。啟定四年（1919年），會試本應黜落，特准參加庭試，考中副榜。歷任二項訓導、安仁教授、德壽知府。保大十一年（1936年），升慶和按察使，後改任財政部佐理。保大十四年（1939年），升財政部侍郎。不久後致仕。
1953年，鄧文瑩去世。

## 榮譽
保大十六年（1941年），鄧文瑩獲得四項龍佩星。